# Közönséges gorál
A közönséges gorál (Naemorhedus goral) az emlősök (Mammalia) osztályának párosujjú patások (Artiodactyla) rendjébe, ezen belül a tülkösszarvúak (Bovidae) családjába és a kecskeformák (Caprinae) alcsaládjába tartozó faj.
Nemének a típusfaja.

## Előfordulása
Bhután, Kína, India, Nepál és Pakisztán területén honos. Jelenléte Mianmarban bizonytalan. Természetes élőhelye a hegyvidéki erdők. A tengerszint feletti 1000-4000 méteres magasságban is megtalálható.

## Alfajai
- Naemorhedus goral bedfordi (Hardwicke, 1825)
- Naemorhedus goral goral Lydekker, 1905

## Megjelenése
Testhossza 95–130 centiméter. Testtömege 35–42 kilogramm. Gyapja szürke vagy szürkésbarna.

## Életmódja
Nyáron friss füvet legel. A gorál ősszel levelekkel, erdei gyümölcsökkel csillapítja étvágyát, télen pedig patáival a hó alól kikapart füvet fogyasztja. Körülbelül 14-15 évig él.

## Szaporodása
Az ivarérettség 3 éves korban kezdődik. A 170-218 napig tartó vemhesség után a nőstény egy gidát ellik. Az anyaállat nagy gonddal szoptatja, és fő ellenségéktől, a szürke farkasoktól védett sziklára vezeti gidáját.